# Pluisjesmos-verbond
Het pluisjesmos-verbond (Dicranellion heteromallae) is een verbond uit de pluisjesmos-orde (Dicranelletalia heteromallae).

## Naamgeving en codering
- Syntaxoncode voor Nederland (rVvN): r60Aa
- Natura2000-habitattypecode: (EU-code): H9190, H2180

De wetenschappelijke naam Dicranellion heteromallae is afgeleid van de botanische naam van gewoon pluisjesmos (Dicranella heteromalla).

## Onderliggende syntaxa in Nederland en Vlaanderen
Het pluisjesmos-verbond wordt in Nederland en Vlaanderen vertegenwoordigd door vijf associaties. Daarnaast worden er alhier twee rompgemeenschappen onderscheiden.
- - associatie van gewoon appelmos (Bartramietum pomiformis)
  - associatie van gaaf buidelmos (Calypogeietum muellerianae)
  - greppelblaadje-associatie (Cladonietum caespiticiae)
  - associatie van groot platmos (Plagiothecietum nemoralis)
  - associatie van klein kortsteeltje en geel smaltandmos (Pleuridio-Ditrichetum)

- rompgemeenschap met fraai haarmos (RG Polytrichum formosum-[Dicranellion heteromallae/Cladonio-Lepidozietea])
- rompgemeenschap met gewoon pronkmos (RG Pseudotaxiphyllum elegans-[Dicranellion heteromallae])

## Fotogalerij

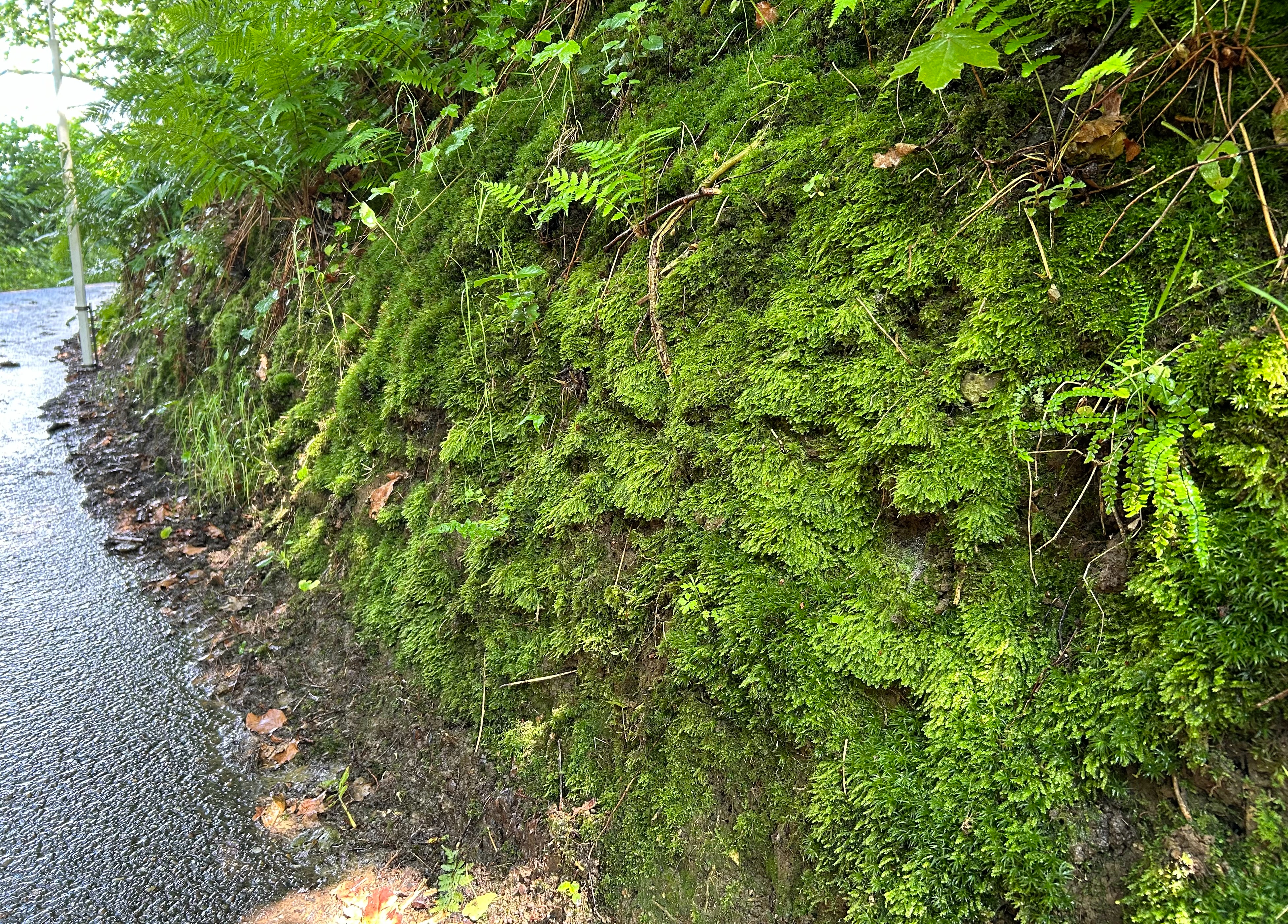
De associatie van groot platmos
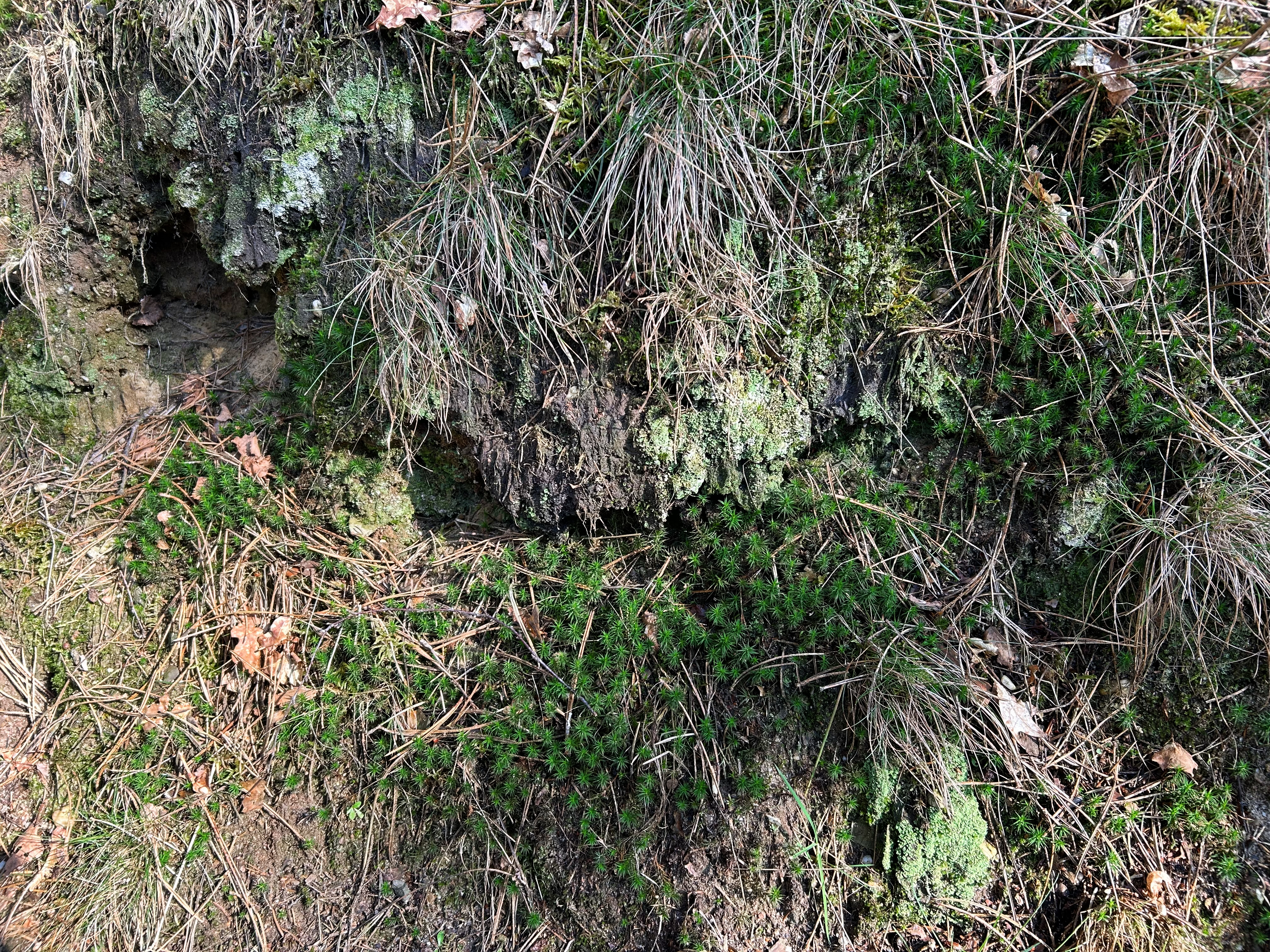
De greppelblaadje-associatie
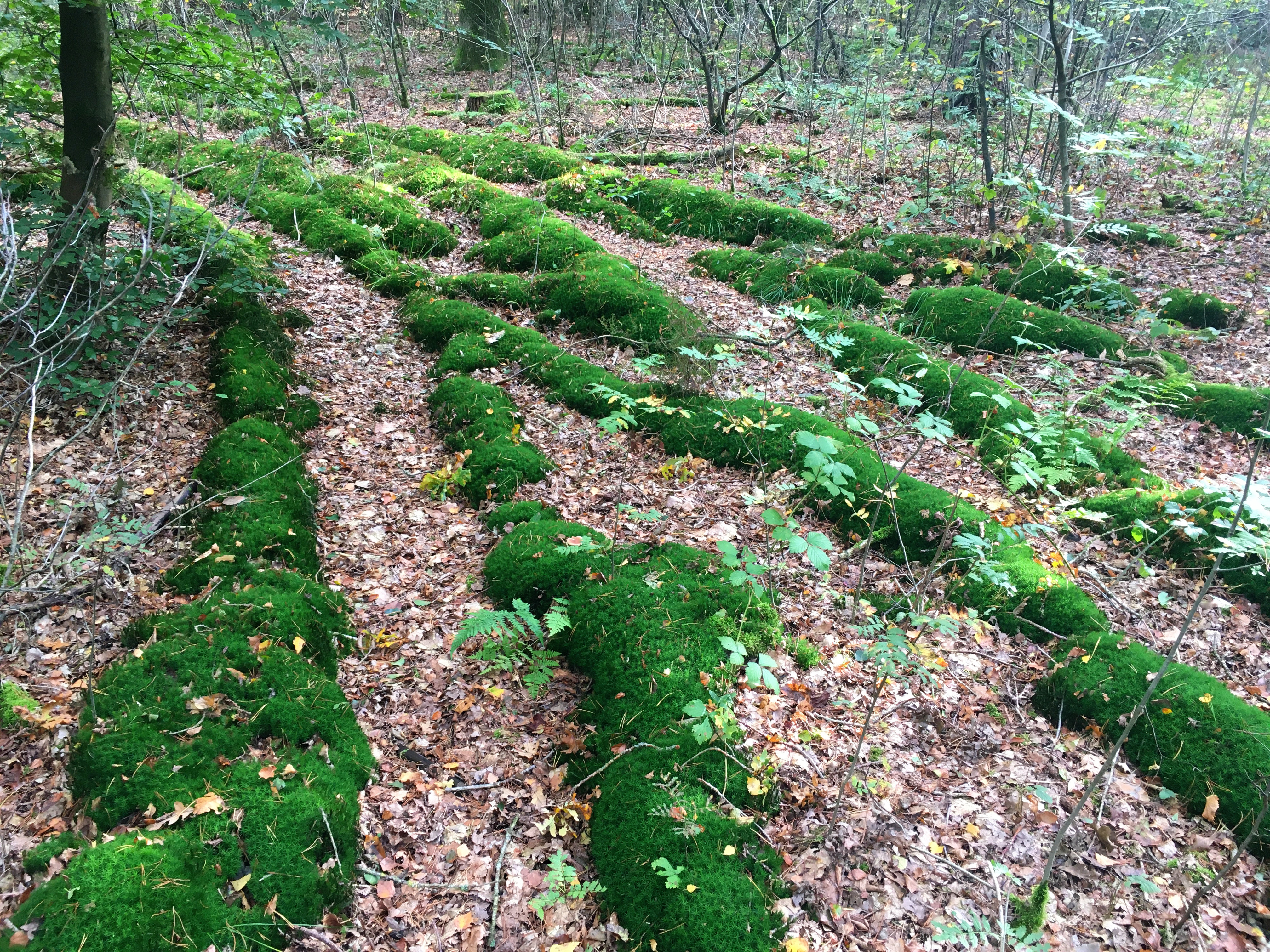
RG met fraai haarmos